# Leptopoecile
Leptopoecile é um género de ave da família Aegithalidae.

## Espécies
Este género contém as seguintes espécies:
- Leptopoecile elegans Przewalski, 1887
- Leptopoecile sophiae Severtsov, 1873